# Бичи (Хабаровский край)
Бичи — село в Комсомольском районе Хабаровского края. Межселенная территория.

## Население
| 2002 | 2010 | 2011 | 2012 | 2021 |
| ---- | ---- | ---- | ---- | ---- |
| 3    | ↗4   | →4   | →4   | ↘2   |